# Historisch-kritisches Liederlexikon
Das Historisch-kritische Liederlexikon ist eine Internet-Publikation des Zentrums für Populäre Kultur und Musik (bis 2014 des Deutschen Volksliedarchivs) mit traditionellen und populären Liedern aus dem deutschsprachigen Raum.

## Geschichte
Seit 2007 werden die Lieder nach Herkunft und Wirkungsgeschichte erforscht und die Ergebnisse mit Liedertexten und Notationen – häufig in unterschiedlichen Versionen – im Internet vorgestellt, z. B. im Fall von Brüder, zur Sonne, zur Freiheit sechs Fassungen, eine davon als Parodie Brüder im Wartburg zur Freiheit.
Das Liederlexikon ist ein langfristig angelegtes Forschungsvorhaben, dessen Projekte aus verschiedenen Förderungstöpfen, z. B. durch die Deutsche Forschungsgemeinschaft, finanziert wird. Eckhard John, der Forschungsleiter, hält „den Begriff ‚Lexikon‘ für etwas irreführend“ und begründet diese Sicht: „Wir fassen nicht nur die bisherige Forschung zusammen, sondern forschen selbst, denn oft gibt es überhaupt keine neuere Literatur, vor allem nicht zur Geschichte der Lieder im letzten Jahrhundert. Und wenn doch, dann überprüfen, ergänzen und korrigieren wir die Quellen auch.“
Zusätzlich bietet das Liederlexikon zu einigen Liedern auch „ausführliche wissenschaftliche Essays, welche die Geschichte eines Liedes umfassend darstellen oder einzelne markante Aspekte seiner Rezeptionsgeschichte untersuchen“, z. B. O Tannenbaum und Trotz alledem. Sukzessive will das Historisch-kritische Liederlexikon „eine repräsentative Edition der traditionellen und populären Lieder aus dem deutschsprachigen Raum vorlegen“.

## Aufbau
Ein interdisziplinäres Wissenschaftlerteam erarbeitet nach und nach („work in progress“) das Liedrepertoire der folgenden Forschungsobjekte:
- Traditionelle Lieder im 20. Jahrhundert
- Lieder der Revolution von 1848
- Kolonistische Lieder der Russlanddeutschen

und darüber hinaus, da dem Repertoire ein erweitertes Liedverständnis zugrunde liegt, „die gesamte Breite des deutschsprachigen Popularliedes in seinen unterschiedlichsten Facetten“.
Die bis April 2013 veröffentlichten 205 Liedmonographien (mit 1065 Liededitionen) sind in jeweils drei Teile gegliedert:
- Edition der Texte und Melodien
- Rezeptionsgeschichtlicher Kommentar
- Quellendokumentation